# Georgette Nkoma
Georgette Émilie Nkoma  est une athlète camerounaise, spécialiste des épreuves de sprint de 1987 à 1999.  Elle devient entre autres  championne d'Afrique du 100 m et du 200 m 4x100m en 1996.

## Biographie
Elle participe à sa première compétition internationale aux jeux d'Afrique centrale à Brazzaville au Congo en 1987 où elle remportera une médaille d'argent au 100m et une médaille de bronze au 4x400m.
Elle sera présente ensuite aux championnats d'Afrique au Caire en Egypte et à Harare au Zimbabwe, sans oublier les jeux africains à Nairobi au Kenya où elle réalisera des performances remarquables pour une débutante. 
Elle participe ensuite aux jeux de la Francophonie à Casablanca au Maroc,  plus tard à ceux de Paris en France et à ceux d'Antananarivo à Madagascar.
En 1992, Georgette Nkoma fait partie de la délégation camerounaise aux Jeux de Barcelone sur 200m et atteint les quarts de finale. 
Elle participe à ses premiers championnats du monde à Stuttgart en 1993. Elle est éliminée aux quarts de finale aux 100m (11 s 63) et 200m (23 s 66), établissant ainsi un nouveau record national sur 200m.
Elle brillera ensuite aux championnats du monde universitaires à Buffalo aux États-Unis en se qualifiant sur les finales de 100m et 200m, établissant par même occasion son meilleur temps sur 100m, 11s51
En 1995 au championnat du monde à Göteborg, elle est  éliminée au premier tour du 100m (11 s 80). Elle fait également partie du relais 4x100m, avec Myriam Mani, Agnes Egbe Ndeh et Sylvie Mballa Eloundou. 
Elle rejoint en 1995 le club Stade Français en France où elle est entrainée par François Bonvin à L'INSEP de Paris
En 1996, elle devient Triple championne d'Afrique en remportant les épreuves du 100m (11 s 67) et du 200m (23 s 1) lors des Championnats d'Afrique d'athlétisme organisés à Yaoundé. 
La même semaine elle est devient vice championne de France sur 200m, en remportant la médaille d'argent derrière Delphine Combes.
Porte drapeau de la délégation camerounaise, elle participe quelques semaines plus tard aux Jeux olympiques d'Atlanta où elle est éliminée aux séries du 200m en 23 s 68. Son équipe de relais 4x100m sera disqualifié au premier tour.
En 1997 elle participe aux championnats du monde à Athènes, elle  réalise une contre-performance au 200 m en 24s53, et ne se qualifiera pas à l'issue des séries.
Elle décide d'arrêter la compétition internationale au meilleur de sa forme, au grand désarroi de son entraineur et des proches à l'issue des jeux de la francophonie à Madagascar avec à la clé une médaille d'argent au 100m et une médaille d'or au 4X400m, course mémorable pour cette athlète de sprint court. Elle finira d'ailleurs en réanimation...
Déjà professeur d'éducation physique et sportive depuis 1992, et nantie d'un diplôme d'entraineur de haut niveau obtenu à l'INSEP de Paris, en 1999, elle raccroche ses pointes en organisant un jubilé, une grande première en athlétisme.
Elle se consacre désormais à l'entrainement et à la gestion, elle devient présidente de la ligue provinciale d'athlétisme du Littoral,  se lance ensuite dans l'encadrement des jeunes. Elle crée en 1999 une école d'athlétisme GENSTAR, qui deviendra une pépinière de jeunes talents, et une agence de communication événementielle GENSTAR COMMUNICATION, et coordonne en parallèle les activités physiques et sportives à l'université de Douala au Cameroun.
Nommée entraineur national de l'équipe féminine de sprint, elle accompagnera cette dernière aux jeux olympiques de Sydney en Australie en 2000.
En 2005, elle quitte définitivement la vie sportive, le Cameroun et s'installe à Paris et se reconvertit dans la beauté, le bien-être, et la création.
Dépositaire de la marque MIKAÏCA, elle ouvre en 2009 son institut de beauté et de bien-être dans le 20e arrondissement de Paris, et depuis 2015 une boutique de création d'articles de mode et de décoration faits main.

### Palmarès
| Date | Compétition            | Lieu    | Résultat | Épreuve | Performance |
| ---- | ---------------------- | ------- | -------- | ------- | ----------- |
| 1996 | Championnats d'Afrique | Yaoundé | 1re      | 100 m   | 11 s 67     |
| 1996 | Championnats d'Afrique | Yaoundé | 1re      | 200 m   | 23 s 1      |

### Records
Elle détient le record du Cameroun du relais 4 × 100 mètres (44 s 58), réalisé avec Myriam Mani, Edwige Fouda et Sylvie Eloundou en 1996.
| Épreuve               | Épreuve   | Performance | Lieu            | Date            |
| --------------------- | --------- | ----------- | --------------- | --------------- |
| 100 mètres            | Plein air | 11 s 51     | Buffalo(USA)    | 15 juillet 1993 |
| 200 mètres            | Plein air | 22 s 66     | Stuttgart       | 17 août 1993    |
| Relais 4 × 100 mètres | Plein air | 44 s 58     | Marietta (Ohio) | 21 juillet 1996 |